# Phymata crassipes

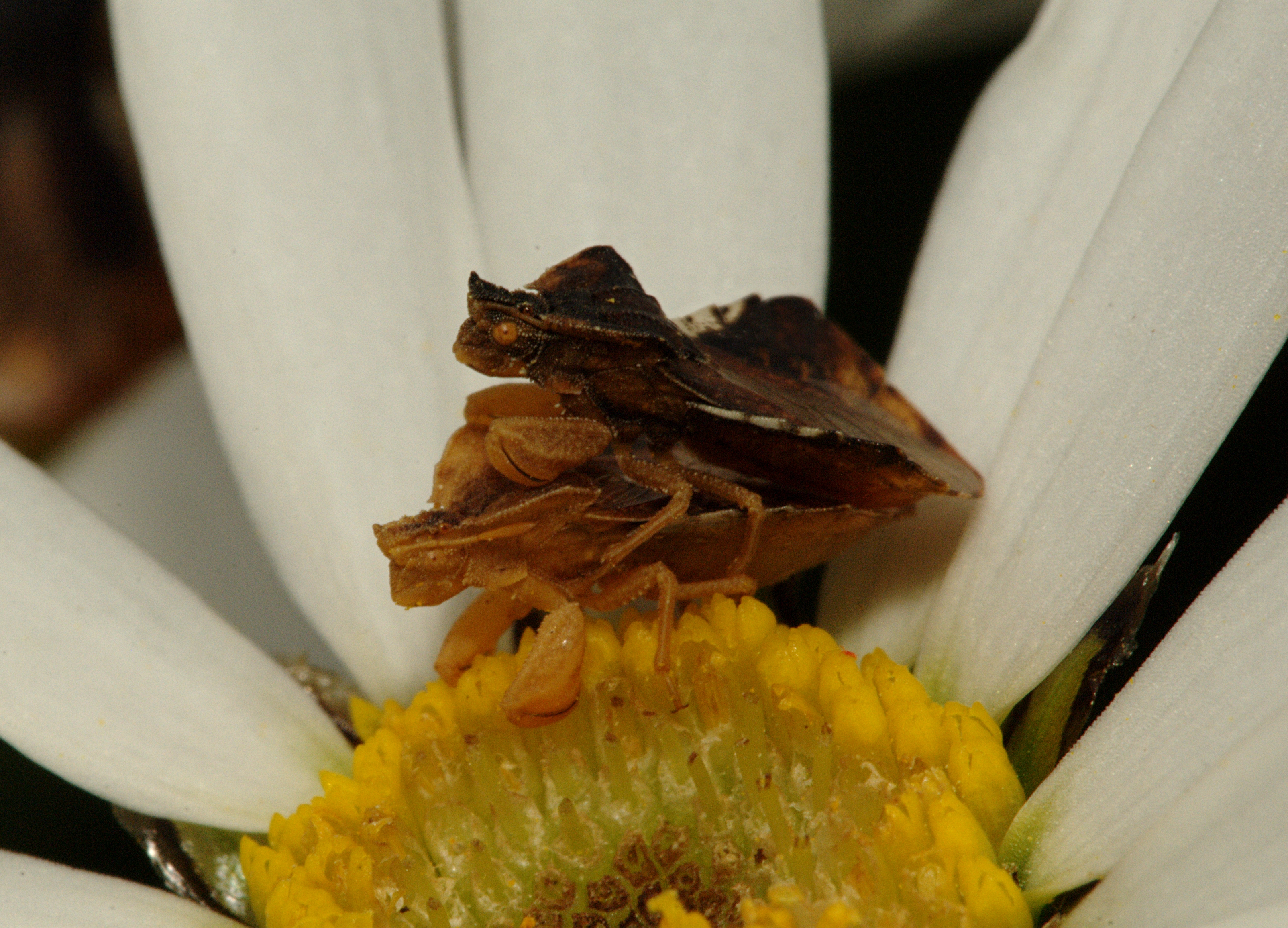
Paarung

Phymata crassipes, auch Teufel, Teufelchen oder Gottesanbeterinnen-Wanze genannt, ist eine Wanzenart aus der Familie der Raubwanzen (Reduviidae).

## Merkmale
Die Wanzen werden 7,1 bis 8,8 Millimeter lang. Der Körper der Weibchen ist hell gelbbraun gefärbt, der der Männchen ist dunkler rotbraun. Die Membrane der Hemielytren sind bräunlich. Man kann sie anhand ihrer charakteristischen, zu kräftigen Raubbeinen modifizierten Vorderbeine erkennen. Bei diesen fehlen die Tarsen. Ihre Körperoberseite ist konkav. Zwischen den Facettenaugen und Punktaugen (Ocelli) liegt eine Rinne, die sich über den Prothorax fortsetzt und in die die Fühler in Ruheposition und Schreckstarre gelegt werden können. Ihr Hinterleib ist an den Seiten stark verbreitert und hat ungesägte bzw. nicht an den einzelnen Segmenten angespitzte, aufgewölbte Seitenränder. Auf den Schenkeln (Femora) der mittleren und hinteren Beine befinden sich keine Höcker. Die Kiele des Pronotums sind unbedornt. Letztere drei Merkmale unterscheiden sie von der in Südwesteuropa auftretenden Phymata monstrosa, deren erste drei Segmente am Hinterleib am Rand zugespitzt sind und die Dornen auf den Kielen am Pronotum sowie Höcker an den Schenkeln der mittleren und hinteren Beine trägt. Die Nymphen sehen den adulten Wanzen ähnlich; beide haben gewisse Ähnlichkeit mit vertrockneten Pflanzenteilen.

## Vorkommen und Lebensraum
Die Art ist in der Paläarktis weit verbreitet und tritt vom Mittelmeerraum, Nordafrika und Mitteleuropa östlich bis nach Korea, in den Norden Chinas und nach Sibirien auf. Sie fehlt im Nordwesten Europas, wobei die Verbreitungsgrenze quer durch Norddeutschland verläuft. In Westfalen, dem Tiefland Niedersachsens und in Brandenburg ist sie nicht nachgewiesen. In Deutschland ist die Art selten, im Südwesten aber häufiger. In Österreich tritt sie überall auf und kann an für sie günstigen Orten auch nicht selten sein. Man findet sie an für sie günstigen Orten in den Mittelgebirgen und in den Alpen bis in 1500 Meter über Seehöhe.
Besiedelt werden offene, sonnige Lebensräume wie etwa Kalkmagerrasen, Felsheiden, Südhänge oder Waldränder, wobei die Art auch gegenüber gewisser Feuchtigkeit tolerant ist.

## Lebensweise
Sowohl die Imagines, als auch die Nymphen ernähren sich als Lauerjäger und warten in der Krautschicht, etwa auf Blüten auf ihre Beute, die aus verschiedenen Insekten- und Spinnenarten besteht. Die Beute kann dabei auch deutlich größer als sie selbst sein und es werden z. B. auch Bienen erfolgreich bejagt. Bei Störung lassen sich die Tiere zu Boden fallen und bleiben dort für lange Zeit in Schreckstarre liegen. Die adulten Wanzen können mit einem Lautapparat basal am Hinterleib niederfrequente, für den Menschen nicht hörbare Geräusche erzeugen. Die Entwicklung dauert je nach Bedingungen teilweise sehr unterschiedlich lang bzw. es ist noch nicht vollständig geklärt, ob allenfalls auch eine zweijährige Entwicklung mit einer ersten Überwinterung als Nymphe und einer zweiten als Imago stattfindet, da sowohl die Jungtiere, als auch die Adulten überwinternd beobachtet werden können. Überwinternde Nymphen sind ab Juni adult, überwinternde Imagines paaren sich hingegen bereits im Frühjahr, wobei deren Nymphen im Juni schlüpfen. Im Herbst auftretende junge Nymphen könnten auch von einer unvollständigen zweiten Generation stammen. In Mitteleuropa treten die meisten Adulten in Juni und Juli auf. Die Überwinterung erfolgt in lockerer, trockener Streu, unter Pflanzenpolstern wie etwa Thymianen (Thymus) oder in den Rosetten, etwa von Königskerzen (Verbascum) oder Natternköpfen (Echium) statt.

## Belege